# Alfred Jäck
Alfred Jäck (né le 2 août 1911 à Allschwil et mort le 28 août 1953) était un joueur international de football suisse, qui jouait au poste d'attaquant.

## Biographie
Pendant sa carrière de club, il évoluait dans l'équipe du championnat suisse du FC Bâle lorsqu'il fut sélectionné par l'entraîneur Heini Müller pour disputer la coupe du monde 1934 en Italie.